# SS Andrea Doria
Andrea Doria – włoski statek pasażerski armatora „Italia Line” zbudowany w roku 1953 przez stocznię Ansaldo S.A. z Genui i wprowadzony na linię nowojorską. Koncepcja konstrukcyjna statku „Andrea Doria” była wyrazem nowej architektury okrętowej tzw. „szkoły włoskiej”. Znajdowały się na nim telefony umożliwiające bezpośrednie uzyskanie połączenia z lądem (pierwsze zastosowanie na liniowcach transatlantyckich). Wystrój wewnętrzny został wyposażony w dzieła sztuki współczesnej, koncepcyjnie wzmocniony wizualnie specyficznymi efektami świetlnymi. Na pokładzie znajdowały się liczne bary, czytelnie, kawiarnie, palarnie, sale do gry i salony. Na rufie statku znajdowały się ułożone tarasowo trzy baseny ze sztucznymi plażami zwane potocznie „lido”. Znany najbardziej z kolizji na morzu, która wydarzyła się w gęstej mgle, 60 mil od wyspy Nantucket u wybrzeży USA.
O godz. 23:10, 25 lipca 1956 w kadłub włoskiego transatlantyku wbił się wzmocniony do żeglugi w lodach, dziób statku pasażerskiego Stockholm. W kolizji zginęły 52 osoby, w tym 5 na Stockholmie. Wszystkich pozostałych – 1662 pasażerów i członków załogi – zdołano uratować przez ewakuację włoskiej jednostki, zanim ta, jedenaście godzin po kolizji, kilka minut po godzinie 10:00 poszła na dno.
Był to jeden z pierwszych, głośnych, „podręcznikowych”, przykładów kolizji „radarowej”, czyli takiej, w której nawigatorzy z każdego ze statków widzieli drugi na ekranach radarów i mieli czas na właściwą reakcję, a mimo tego – przez błędne lub zbyt późne decyzje o manewrach – doprowadzili do zderzenia. Do kolizji „radarowych” dochodziło, gdy dwa statki płynęły niemal naprzeciwko siebie, ale pod lekkim kątem i każdy z nich widział na radarze drugi statek z przeciwnej strony – jeden z lewej, drugi z prawej. W związku z tym przed zderzeniem skręcały jeden w lewo, drugi w prawo i dochodziło do zderzenia. Stockholm był – formalnie – bezpośrednim sprawcą zatonięcia włoskiego statku, ale nie winowajcą kolizji. Wiadomo, że Andrea Doria naruszył zasady bezpieczeństwa i płynął z nadmierną prędkością w gęstej mgle, ale nie dotyczyło to Stockholma, ponieważ ten płynął poza ławicą mgły i jego oficerowie o mgle nawet nie wiedzieli. Do kolizji doszło na brzegu ławicy i Andrea Doria ukazał się Szwedom tuż przed zderzeniem, wynurzając się z mgły. Nie ma pewności, kto wykonał błędny manewr: czy kapitan Andrea Dorii, Piero Calamai, skręcając w lewo, czy prowadzący przed katastrofą Stockholma trzeci oficer, Ernest Carstens-Johanssen, skręcając w prawo. Nie wiadomo bowiem, który z nich wykonał zwrot jako pierwszy, różnice były sekundowe. Prowadzony w USA proces między armatorami nie został zakończony ustaleniem sprawcy kolizji, gdyż armatorzy pod koniec rozprawy zrezygnowali z wzajemnych roszczeń i wspólnie założyli fundusz na rzecz ofiar, obawiając się o wizerunek firm. Pod koniec ub. wieku pojawiła się hipoteza o tym, iż włoski transatlantyk, odbywający swoją 101. podróż przez Ocean, zatonął wskutek zalania wodą, krótko po zderzeniu, większej liczby przedziałów wodoszczelnych niż przewidziano to w projekcie. Raportu ze śledztwa, prowadzonego po katastrofie, nie ujawniono.
Najwięcej rozbitków uratował wracający akurat do Europy francuski statek pasażerski SS Île de France, dowodzony przez kpt. de Beaudeana (ponad 700). Stockholm z poważnie uszkodzonym dziobem i ponad 500 rozbitkami ze statku włoskiego dotarł do Nowego Jorku. Jego kariera trwa do dziś (2017) Najpierw kupiła go Niemiecka Republika Demokratyczna i w jej barwach pływał jako wycieczkowiec Voelkerfreundschaft (wł. „Przyjaźń Narodów”), wyłącznie do portów w krajach socjalistycznych, odwiedzając często (tj. 100-krotnie) Gdynię. Po licznych zmianach właścicieli i imion, a także po zmieniających dość znacznie jego wygląd przebudowach, pływa obecnie (2017 r.) jako MS Astoria. Andrea Doria leży pod Nantucket na głębokości 70 metrów, kusząc wielu nurków i eksploratorów wraków.
Jednostką bliźniaczą Andrea Doria był SS Cristoforo Colombo. Po katastrofie na miejsce Dorii zbudowano nieco zmodyfikowany transatlantyk SS Leonardo da Vinci. Ten ostatni nie miał szczęścia – w lipcu 1980 roku spłonął w porcie La Spezia.
Imię Andrea Doria nosił także włoski pancernik.